# Hartnack & Prazmowski

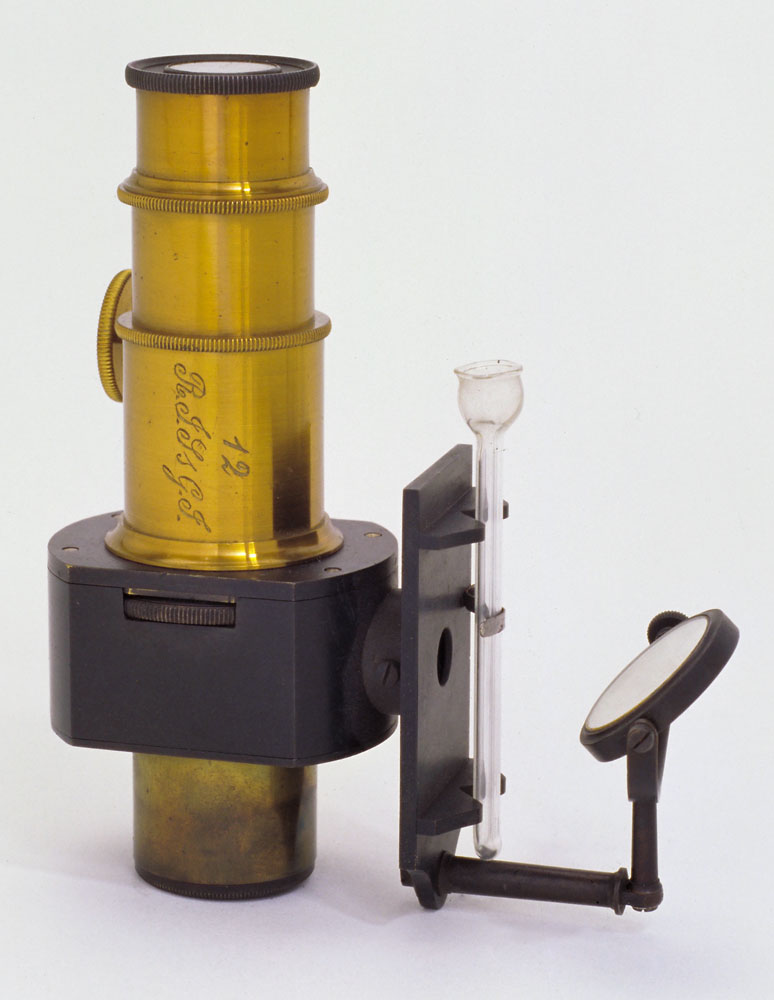
Microspettroscopio realizzato dalla Hartnack & Prazmowski e conservato al Museo Galileo di Firenze.

La Hartnack & Prazmowski è stata una bottega tedesca di strumenti scientifici.

## Storia
Nel 1860 Edmund Hartnack (1826-1891) si associò a George Oberhauser (1798-1868) in una ditta che produceva microscopi, già attiva nel 1830. Nel 1860 Hartnack ne assunse il controllo e alla sua partenza per Potsdam nel 1870 la lasciò nelle mani di Adam Prazmowski (1821-?), che aveva lavorato presso l'osservatorio di Varsavia. La società assunse in seguito la denominazione Bézu & Hausser, per poi essere assorbita da Nachet & Fils verso la fine del secolo.